# 臺南市立後甲國民中學
22°59′45.40″N 120°13′29.63″E / 22.9959444°N 120.2248972°E
臺南市立後甲國民中學（簡稱後甲國中、甲中），是一所位於臺灣臺南市東區的市立國民中學，於1968年設立，因建校時校地位於後甲段而定名後甲國中。目前為臺南市學生第二多的市立國民中學，僅次於復興國中。

## 歷史
後甲國中係因臺灣推行九年國民義務教育而設，1967年11月15日臺南市政府派忠孝初中（今忠孝國中）校長陳峰津兼任籌備處主任。初期校舍於1968年1月26日奠基、5月4日動工，並於同年8月15日完工。1991年取得新校地，校園由14,000坪擴大至逾18,000坪。

### 歷任校長
| 任次     | 姓名   | 任期                          | 備註        |
| -------- | ------ | ----------------------------- | ----------- |
| 籌備主任 | 陳峰津 | 1967年11月15日－1968年6月30日 |             |
| 1        | 郭若愚 | 1968年7月1日－1979年8月       |             |
| 2        | 白龍芽 | 1979年8月－1981年4月          |             |
| 3        | 王緒文 | 1981年5月－1992年2月          |             |
| 4        | 陳次壯 | 1992年2月－1998年2月          |             |
| 5        | 劉文夫 | 1998年3月－2003年7月          |             |
| 6        | 劉文夫 | 1998年3月－2003年7月          |             |
| 7        | 鍾秋振 | 2003年8月－2008年8月          |             |
| 8        | 鍾秋振 | 2003年8月－2008年8月          | 任內病故[4] |
| －       | 陳瑞榮 | 2008年9月－2009年7月31日      | 代理        |
| 9        | 陳坤松 | 2009年8月1日－2013年7月31日   |             |
| 10       | 李耀斌 | 2013年8月1日－2017年7月31日   |             |
| 11       | 陳瑞榮 | 2017年8月1日－2025年7月31日   |             |
| 12       | 陳瑞榮 | 2017年8月1日－2025年7月31日   |             |

## 外部連結
- 臺南市立後甲國民中學